# Gran Guerra Patria

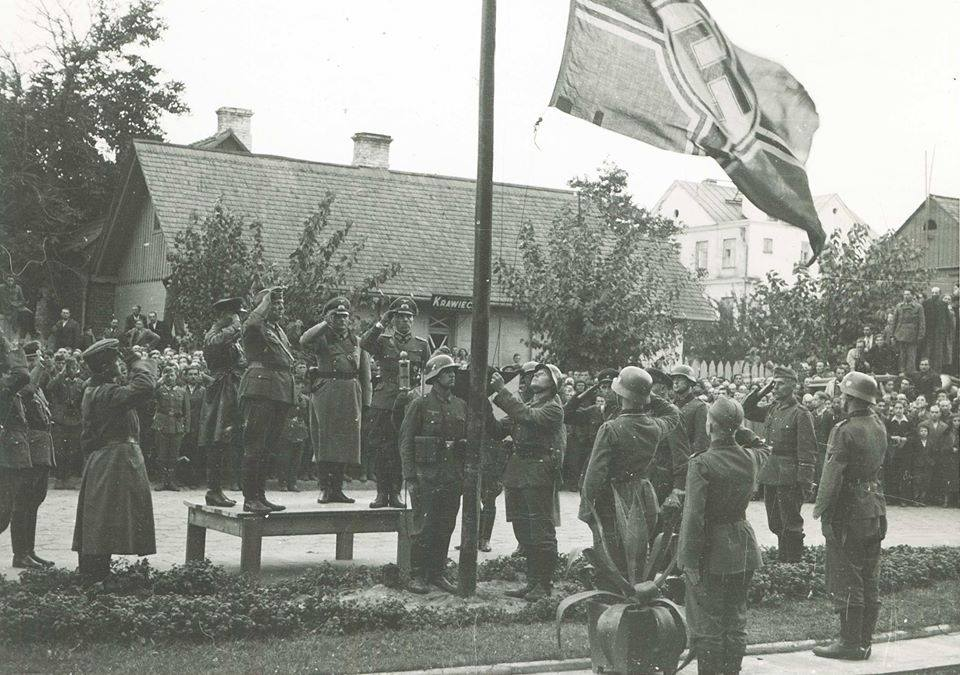
El 22 de septiembre de 1939 se celebró un desfile conjunto nazi-soviético en la ciudad de Brest. Esta fotografía muestra la transferencia de la ciudad bajo el control de las tropas soviéticas y el inicio del desfile triunfal. Entre 1939 y 1940, Alemania y la URSS fueron aliadas.

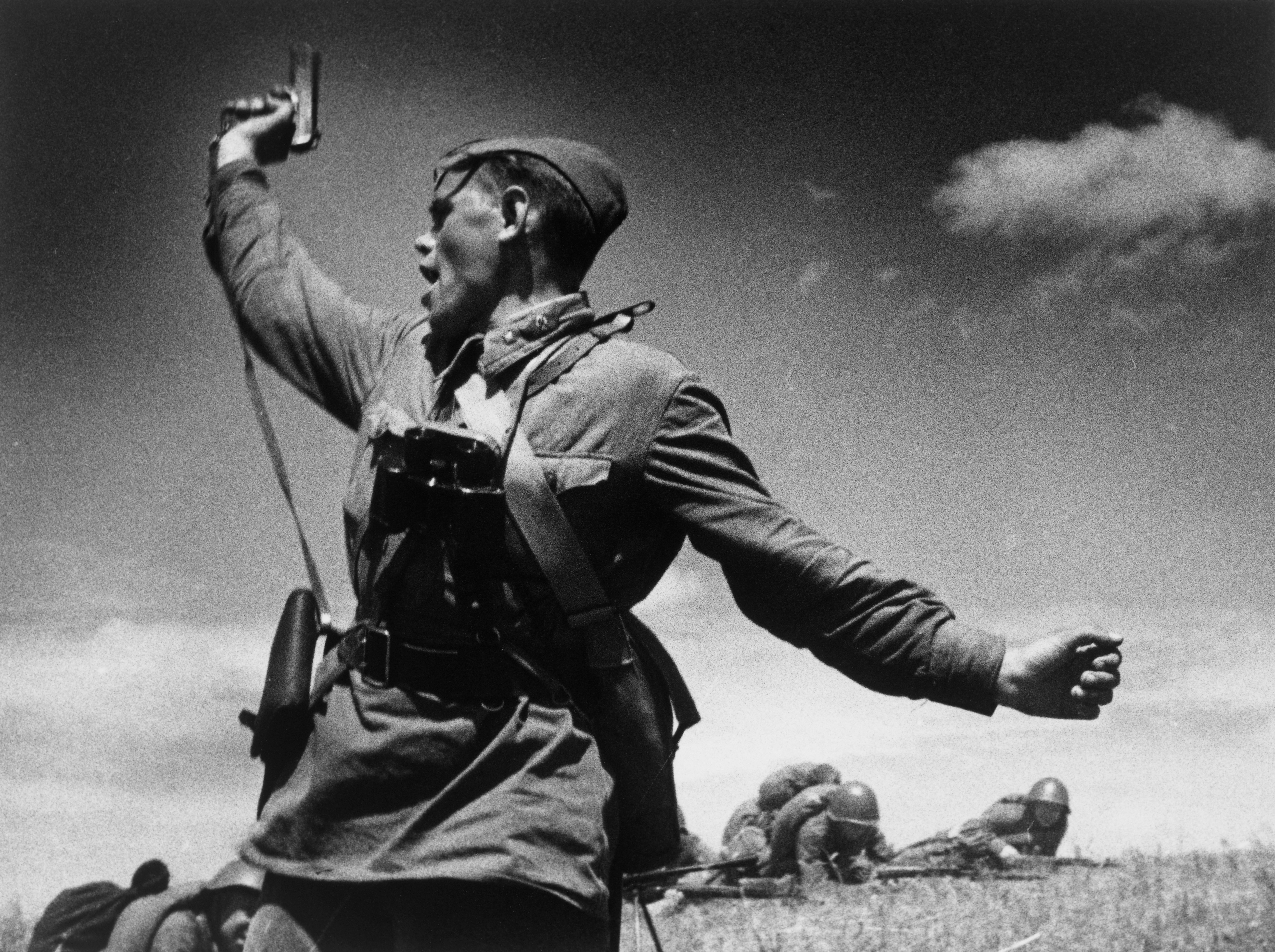
La histórica fotografía Kombat de Maks Álpert que muestra a un comandante de batallón soviético dirigiendo a los soldados al ataque.

La Gran Guerra Patria o Gran Guerra patriótica (en ruso: Великая Отечественная война, Velíkaya Otéchestvennaya voiná) es el término dado por la Unión Soviética a la guerra contra la Alemania nazi durante la Segunda Guerra Mundial. El término surgió por primera vez en el periódico Pravda el 23 de junio de 1941. En el resto del mundo se lo llama Frente Oriental.

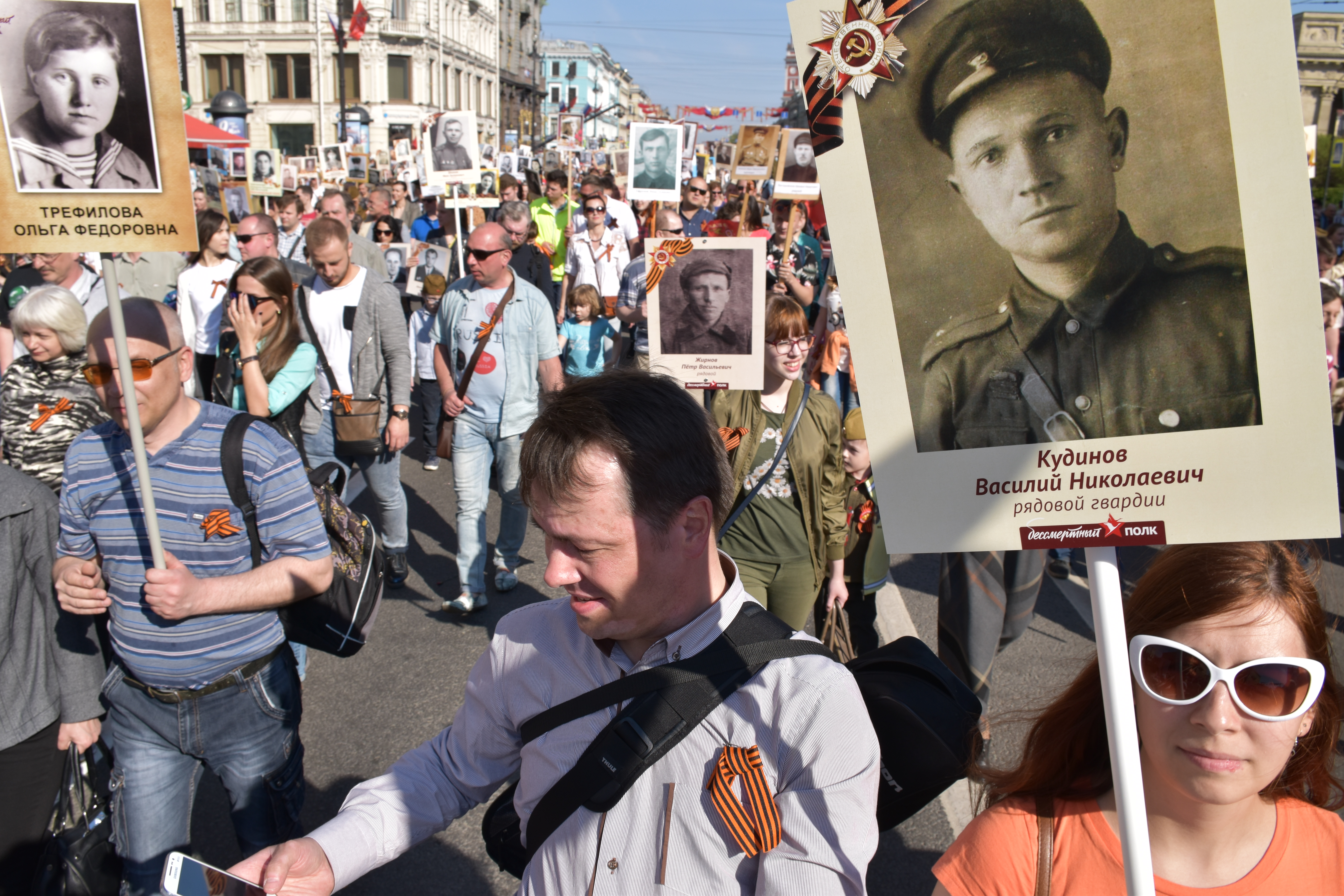
Personas en San Petersburgo en el Regimiento Inmortal, portando retratos de sus antepasados que lucharon en la Gran Guerra Patria, 9 de mayo de 2016.

Las repúblicas soviéticas perdieron aproximadamente 27 millones de personas a lo largo de una guerra que se había desencadenado el 22 de junio de 1941 con la invasión nazi de la Unión Soviética y que culminaría el 2 de mayo de 1945 con la caída de Berlín a manos del Ejército Rojo.

## Historia

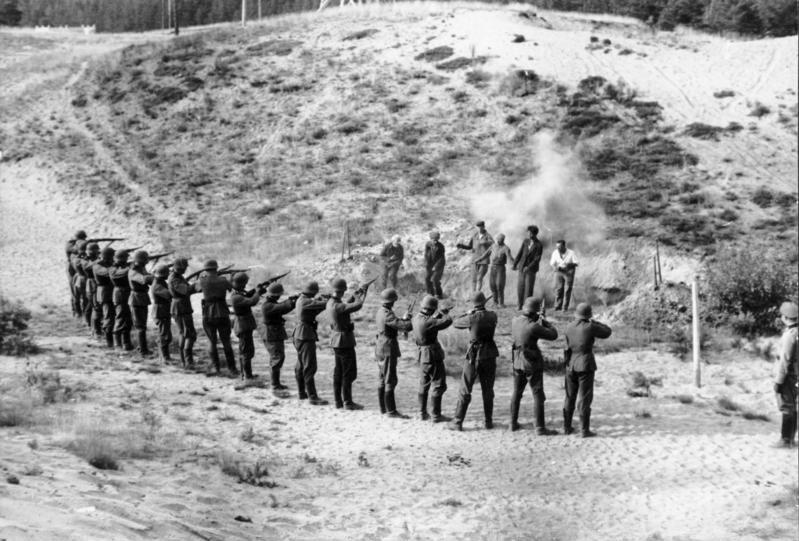
Ejecución de partisanos soviéticos.

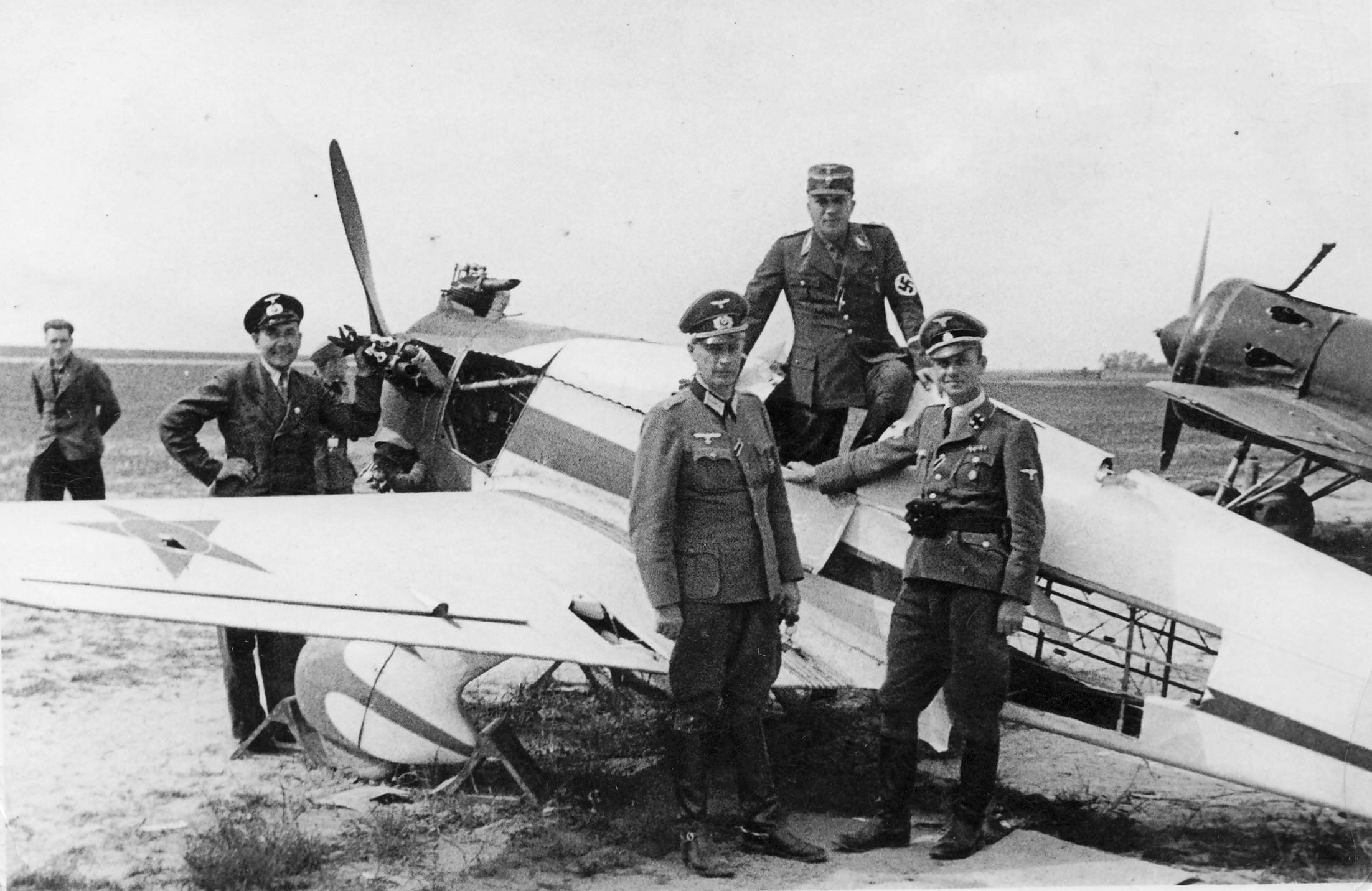
Alemanes inspeccionan un avión soviético.

El término de «Gran Guerra Patria» fue elaborado por el gobierno soviético poco después de empezar la invasión alemana en junio de 1941; se eligió porque evoca a la Guerra Patria que enfrentó la Rusia zarista contra Francia en la época de Napoleón en 1812, con el objetivo de mostrar a la población soviética el paralelismo entre ambas luchas, reforzar el patriotismo de las masas con un mensaje muy nacionalista y reiterar el grave peligro que para la Unión Soviética y sus habitantes significaba el ataque nazi.
La historiografía soviética diferenció claramente después de 1945 a la «Gran Guerra Patria» del conflicto denominado como «Segunda Guerra Mundial». En parte se alega que con ello la Unión Soviética rechazaba tener vínculo alguno con la Primera Guerra Mundial, considerada como simple guerra imperialista donde había participado el Imperio ruso. Asimismo reforzaba a nivel historiográfico el concepto de que la Unión Soviética era un Estado totalmente nuevo, cuyas tradiciones militares no correspondían a las de la Rusia zarista, aunque se rescataba el hecho de que ambos regímenes habían luchado por defender el mismo territorio contra poderosos invasores llegados de Occidente, lo cual reforzaba el patriotismo soviético de las masas soviéticas.
Finalmente, otra explicación era que la Unión Soviética en verdad no había experimentado ataque extranjero alguno hasta junio de 1941. En consecuencia, la invasión por la Alemania nazi de Polonia, así como la invasión soviética de Polonia, el 1 y 17 de septiembre de 1939 respectivamente, eran unos eventos que no correspondían a la «defensa del Estado soviético». Los soviéticos consideraban que durante y después de dichas invasiones la Unión Soviética había mantenido la paz con el Tercer Reich hasta 1941, en virtud del Pacto Ribbentrop-Mólotov —ocultando la existencia del protocolo adicional secreto del mismo— y del Tratado Germano-Soviético de Amistad, Cooperación y Demarcación, a diferencia de Reino Unido y Francia que, al conocer la invasión a Polonia por la Alemania nazi, le declararon la guerra.
Los historiadores soviéticos designaron como «Gran Guerra Patria» solo al enfrentamiento entre la Unión Soviética y la Alemania nazi para darle un significado de un choque de ideologías donde el comunismo había derrotado al fascismo europeo; se prefería utilizar este último término (en vez de nazismo), pues permitía al gobierno soviético abarcar en la lista de agresores vencidos a países aliados del Tercer Reich, como la Italia fascista, Finlandia, Hungría y Rumania, que habían participado con tropas en el ataque a la Unión Soviética.
Por ese mismo motivo las operaciones bélicas de Estados Unidos y Reino Unido contra Alemania y Japón quedaron, lógicamente, como unos hechos ajenos a la Gran Guerra Patria; asimismo, el factor ideológico implicó retirar de este concepto a los combates entre la Unión Soviética y Japón con motivo de la invasión soviética de Manchuria, ante las fuerzas japonesas en agosto de 1945.
El intento de aislar la llamada Gran Guerra Patria del contexto de la Segunda Guerra Mundial ha servido a los historiadores soviéticos y luego rusos para negar la interrelación de ambas contiendas. De este modo se ha pretendido acallar la responsabilidad histórica de las operaciones militares llevadas a cabo por el Ejército Rojo soviético entre septiembre de 1939 y junio de 1941, es decir, entre el estallido de la guerra mundial y la invasión nazi de la Unión Soviética de 1941, como fueron la invasión soviética de Polonia, la Guerra de Invierno en Finlandia, la ocupación soviética de Letonia, el ultimátum soviético a Lituania, así como la ocupación soviética de Besarabia y el norte de Bucovina. Dichas operaciones militares fueron llevadas a cabo en cumplimiento de los protocolos adicionales secretos del Pacto Ribbentrop-Mólotov y del posterior Tratado Germano-Soviético de Amistad, Cooperación y Demarcación.
La batalla de Stalingrado supuso el punto de inflexión de la Segunda Guerra Mundial, el momento en que las tropas soviéticas, tras las derrotas iniciales de la Operación Barbarroja, pasaron a la ofensiva contra las fuerzas del Eje. De hecho, la importancia de esta batalla se aprecia en la enorme cantidad de bajas de ambas partes, la destrucción total de la ciudad y las enormes pérdidas de hombres y material sufridas por la Wehrmacht; por ello, la crítica histórica considera que la batalla de Stalingrado fue la derrota militar más dura, y más decisiva, de la Alemania nazi, tras la cual la iniciativa en combate correspondió al Ejército Rojo. La Unión Soviética fue el país combatiente que soportó casi el 80% del ataque de los países del Eje en Europa, por lo que la victoria en la batalla de Stalingrado y la consiguiente contraofensiva significaron el comienzo del desmoronamiento de la máquina bélica alemana.
A pesar de que los aliados occidentales recibieron una primera capitulación en la ciudad francesa de Reims el 7 de mayo de 1945, y solo al día siguiente, el 8 de mayo de 1945, se procedió a la total rendición germana en Berlín frente al mando militar soviético y dado que esta se produjo próxima a la medianoche, en Moscú ya era el día siguiente por lo cual la Unión Soviética decidió festejar oficialmente el Día de la Victoria el 9 de mayo.

## Galería de Estampas

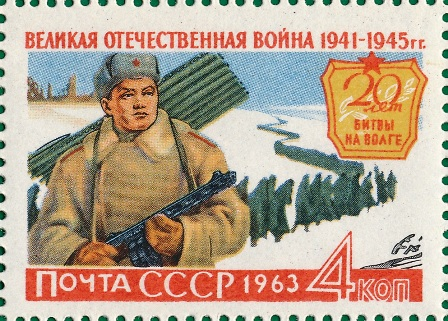
Sello soviético de 1963 que conmemora el vigésimo aniversario de la Batalla de Stalingrado, con el título Великая Отечественная война 1941-1945гг (La Gran Guerra Patria 1941-1945).
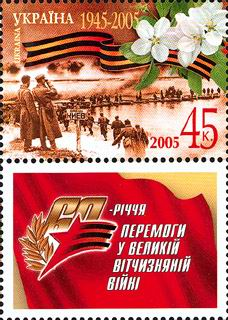
Sello ucraniano que conmemora el "60 aniversario de la victoria en la Gran Guerra Patria", 1945-2005 (ucraniano: 60-річчя Перемоги у Великій Вітчизняній війні, lit. '60-riččia Peremohy u Velykij Vitčyznianij Vijni')
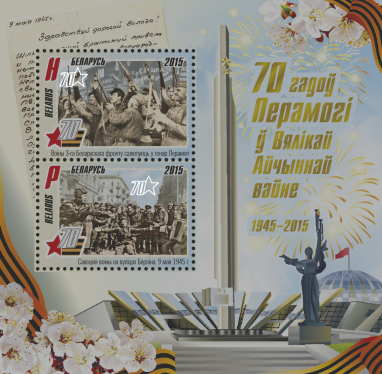
Sellos bielorrusos por "70 años de victoria en la Gran Guerra Patria 1945-2015" (bielorruso: 70 hadoú Péramohi ú Vialikaj Ajčynnaj vajné 1945-2015).